# Franziskanerinnenkloster St. Anna (Kempten)

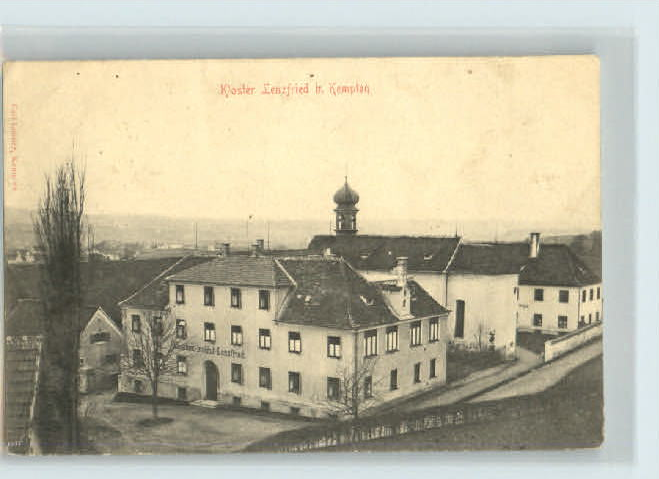
Franziskanerinnenkloster St. Anna, 1905

Das Franziskanerinnenkloster St. Anna war ein Kloster der Franziskanerinnen. Es hatte in Kempten (Allgäu) viele Standorte. Die franziskanischen Terziarinnen hatten ihren Konvent ursprünglich in der Reichsstadt. Nachdem diese im Zuge der Reformation lutherisch geworden war, flohen sie ins Kemptener Umland. Ihr letzter Konvent befand sich im Kemptener Ortsteil Lenzfried. Das Frauenkloster wäre laut Michael Petzet „als Typus für den deutschen barocken Klosterbau nach dem dreißigjährigen Krieg von Bedeutung“, da die Fürstäbtliche Residenz als der erste große monumentale Klosterkomplex in Deutschland nach dem Dreißigjährigen Krieg gilt, aber erst zwei Jahre später (1651) nach der Fertigstellung des Frauenklosters (1649) begonnen wurde. Auf der anderen Straßenseite befindet sich das Franziskanerkloster St. Bernhardin.

## Geschichte
Das erste St.-Anna-Kloster befand sich am Fuße des Freudenbergs ⊙, direkt an der Stadtmauer. Die Kirche dieses ab 1502 am Neustätter Tor errichteten Konvents wurde 1508 geweiht. 1537 flüchteten die Schwestern und nahmen vorübergehend Quartier auf dem Schloss Schwabelsberg an den Schwabelsberger Weihern. Grund für den Abzug der Schwestern war deren Weigerung, sich der Reformation anzuschließen. Nach neun Jahren (1546) veräußerten sie das Kloster mit Kirche am Freudenberg an den Rat der Reichsstadt. Erst 1815 wurde die St.-Anna-Kapelle abgebrochen, das von dort stammende Kreuz aus dem Jahr 1460 kam daraufhin in die neue Friedhofskapelle des katholischen Friedhofs. 2011 wurden bei Bauarbeiten für die dort gelegene Suttschule im Boden Mauerreste des Klosters ausgegraben.
1548 bezogen die Schwestern das Franziskanerkloster St. Bernhardin in Lenzfried, nachdem man die Brüder im selben Jahr aufgrund der unsicheren Verhältnisse im Zusammenhang mit der Reformation abgezogen hatte. Nachdem sie 1642 nach Lenzfried zurückgekehrt waren, bewohnten Franziskaner und Franziskanerinnen für einige Jahre gleichzeitig das Kloster, bis die Terziarinnen im Jahr 1649 das fertiggestellte St.-Anna-Kloster auf der anderen Straßenseite bezogen und eine Studienanstalt zur Ausbildung von Franziskanerinnen  gründeten. 1805 wurden die Gemeinschaften in Lenzfried aufgelöst, kehrten aber 1810 zurück. Von 1813 bis 1815 dienten die Klostergebäude als Militärhospital. Zwei Jahre danach wurde das Kloster durch den Staat umgebaut und 1821 an die Gemeinde Sankt Mang verkauft.
Im Jahre 1857 wurde das Frauenkloster durch die Armen Schulschwestern von Unserer Lieben Frau wiederbelebt, die ein Waisenhaus und eine Schule zur Ausbildung verwahrloster Mädchen einrichteten.
In den Jahren 1882 bis 1932 war im Kloster die Fortbildungsschule Institut Lenzfried eingerichtet, in der Zwischenzeit wurde im Jahr 1927 die letzten Teile des Gebäudekomplexes von der Gemeinde Sankt Mang übernommen. 1940 wurde das Klostergebäude zu einem Umsiedlungslager für „Volksdeutsche“ eingerichtet, später diente es als Heim der Hitlerjugend für luftgefährdete Kinder aus Bremen und als Franzosenlager. 1943 wurde im Kloster ein Hilfskrankenhaus der Barmherzigen Schwestern vom hl. Vinzenz von Paul eingerichtet.

## Beschreibung

### Klosteranlage
Das Franziskanerinnenkloster in Lenzfried ist eine zweigeschossige Dreiflügelanlage mit Zwerchhäusern. Der Hauptbau hat einen Kern aus den Jahren 1647/49 – der Südflügel wurde im Jahr 1899 verbreitert. Zum Klosterensemble gehört im Norden eine barocke Klostermauer mit Blendbögen. Das ursprünglich hufförmige Gebäude gilt als eine der frühesten Klosterbauten des 17. Jahrhunderts, das noch vor dem Ende des Dreißigjährigen Kriegs erbaut wurde.

### Kapelle

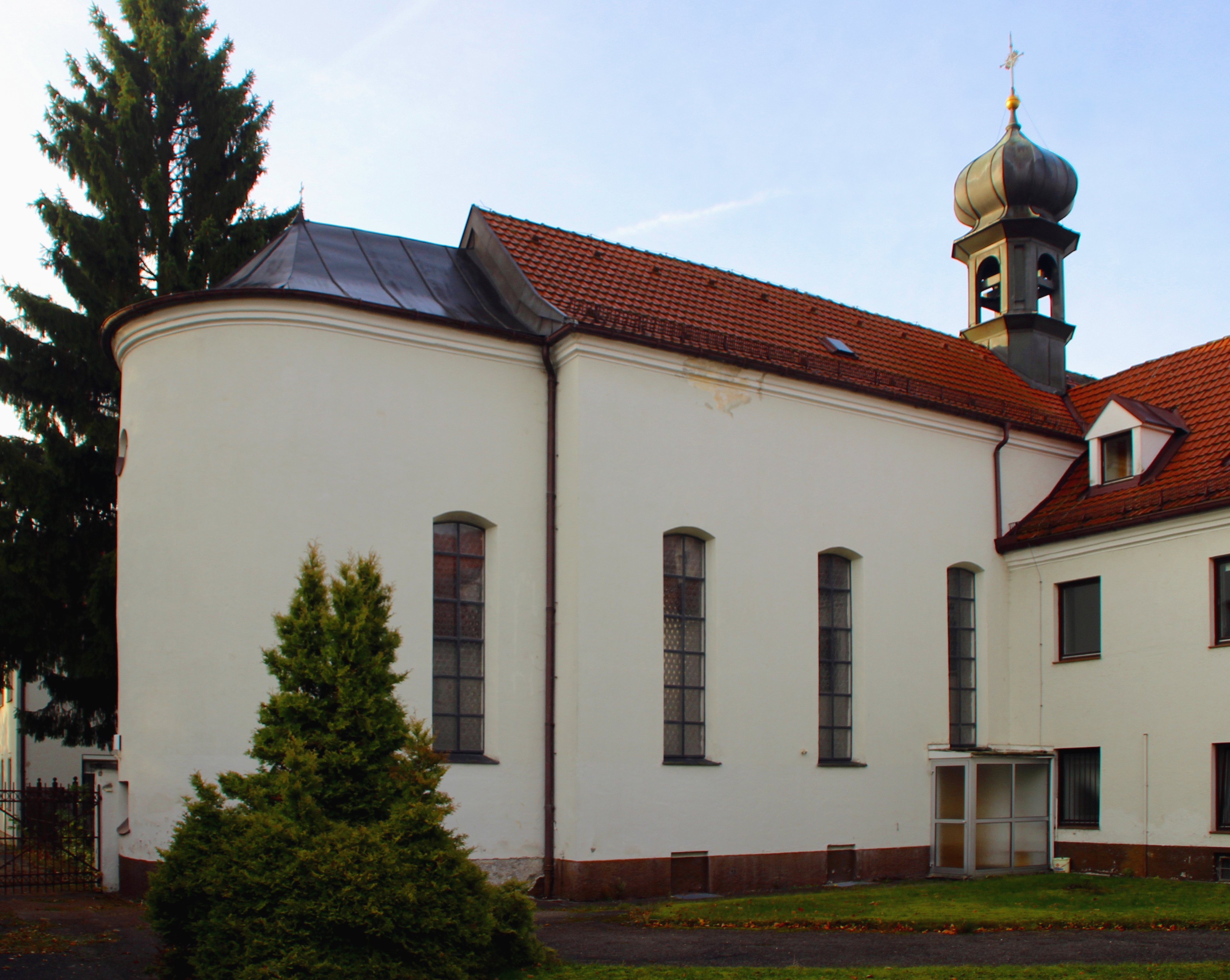
Die ehemalige Klosterkapelle St. Anna

Die Klosterkapelle St. Anna, ein kleiner Saalbau mit eingezogener Apsis und Dachreiter, wurde 1648 geweiht und im Jahr 1733 zur heutigen Form umgebaut. Nach der Klosterauflösung 1805 diente die ungenutzte Kapelle als Heustadel. 1857 wurde ihr mit dem Einzug der Armen Schulschwestern ihre Bestimmung wiedergegeben. 1894 wurde der Dachreiter erneuert und in den Jahren 1927 und 1928 das gesamte Bauwerk wiederhergestellt. Hierbei wurden die Deckenbilder im klassizistischen Stil erneuert sowie drei neue entworfen. Der Hochaltar zeigt die kindliche Maria mit ihren Eltern Anna und Joachim. Zu den beiden Altarseiten befanden sich Statuen von der hll. Antonius und Franziskus. Im Jahr der Wiederherstellung schenkte die Gemeinde Sankt Mang, zu der Lenzfried gehörte, die Kapelle dem Orden mit der Bestimmung, sie der Öffentlichkeit zugänglich zu machen.